# Équipe de France de beach soccer en 2015
Maillots
En 2015, l'équipe de France de beach soccer dispute l'Euro Beach Soccer League 2015 (en) et les Jeux méditerranéens.

## Résumé de la saison
En 2015, étant dans une saison sans qualifications pour le Mondial, le sélectionneur Stéphane François veut « constituer un groupe de quatorze joueurs, sur les deux ans à venir (...) pour commencer ces éliminatoires en 2016. (...) Ma priorité est de donner de l'expérience et donc du temps de jeu en EBSL (...). L'objectif sera très difficile à atteindre mais on souhaite également conserver notre place en Division A ». Des joueurs importants, comme Mickaël Pagis et Dider Samoun, ont pris leur retraite internationale. 
L'équipe de France commence la saison fin février avec une tournée au Maroc. Les Bleus affrontent la sélection hôte au cours de deux confrontations amicales à Casablanca. Cinq joueurs découvrent alors la sélection, qui connaît deux lourdes défaites (6-2 et 11-5) face à l'équipe du Maroc en préparation de compétition internationale. Suit un stage fin mars à Balaruc-les-Bains avec deux amicaux contre la Hongrie pour un groupe élargi de dix-sept joueurs dont d'anciens joueurs ayant fréquenté le Championnat National : Grégory Beaugrard et Laurent Merlin. Les Bleus s'offrent deux victoires (4-2 et 4-3). Début mai, deux confrontations à Barcelone face aux vice-Champions du Monde en titre espagnols se soldent par un revers et un succès (2-5 et 3-2). Une première victoire contre l'Espagne depuis cinq ans.
En mai, l'équipe de France est remise en question par la Fédération française de football et obtient un sursis jusque fin 2016. Un mois plus tard, les Bleus disputent leur étape de l'Euro Beach Soccer League 2015 (en) à Moscou. Après une première défaite face aux Biélorusses (2-1), puis une autre contre les Russes (4-1), les Français s'imposent contre les Polonais (3-1) et se qualifient pour la Super-finale de l'EBSL pour la première fois depuis 2008.
Lors de la phase finale à Pärnu en Estonie mi-août, les Bleus terminent septième sur huit, après trois défaites face au Portugal (Champion du monde en titre 2015), la Russie (Champion d'Europe 2014 et du monde 2011 et 2013) et la Suisse (vainqueur de l'étape européenne 2015) puis s'impose (3-2) face à la Biélorussie en match de classement.
Quelques jours après, la France joue les Jeux méditerranéens de plage de 2015 à Pescara. Après deux succès face à l'Albanie (6-2) et la Libye (2-2, 2 tab 0), puis un revers face à la Grèce en « extra time » (3-2), les joueurs de Stéphane François dominent la Turquie (5-2), gagnant le droit de disputer le match pour la cinquième place. Les Bleus s'impose 3-2 contre le Liban.

## Staff et joueurs

### Staff technique
Stéphane François est le sélectionneur tout en gardant son rôle de joueur. Il a comme nouvel adjoint Gérard Sergent.

### Effectif utilisé
| N° | Poste | Nom                    | Date de naissance | Club                      | En sélection depuis | Sél. | Buts | MJ | BM |
| -- | ----- | ---------------------- | ----------------- | ------------------------- | ------------------- | ---- | ---- | -- | -- |
|    | G     | Salim Ben Boina        | 19 juillet 1991   | Marseille BT              | 2012                |      |      | 4  | -  |
| 16 | G     | Anthony Cianni         | 21 février 1990   | Montpellier Hérault BS    | 2015                | 16   | 0    | 16 | -  |
|    | G     | Yannick Coudouel       | 6 mai 1981        |                           | 2015                | 2    | 0    | 2  | -  |
|    | G     | Lorenzo Dupin          | 30 octobre 1995   | Grande-Motte PBS          | 2015                | 5    | 0    | 5  | -  |
|    | G     | Nicolas Enriotti       | 27 janvier 1986   |                           | 2015                | 2    | 0    | 2  | -  |
| 1  | G     | Robin Gasset           | 12 février 1981   | Montpellier Hérault BS    | 2011                |      |      | 16 | -  |
|    | G     | Ronan Le Crom          | 13 mars 1974      | sans club                 | 2014                | 27   | 0    | 7  | -  |
| 2  | D     | Yannick Fischer        | 17 décembre 1974  | FC Saint-Médard-en-Jalles | 2014                | 34   | 3    | 16 | 2  |
| 8  | D     | Stéphane François      | 11 avril 1976     | sans club                 | 2005                |      |      | 16 | 1  |
|    | D     | Anthony Constand       |                   |                           | 2015                | 2    | 0    | 2  | -  |
|    | D/M   | Grégory Beaugrard      | 25 janvier 1981   | FC Rouen 1899             | 2015                | 7    | 4    | 7  | 4  |
| 3  | D/M   | Julien Soares          | 22 octobre 1988   | Montpellier HBS           | 2010                |      |      | 16 | 2  |
|    | M     | Nasser Boucenna        | 9 janvier 1978    |                           | 2013                |      |      | 2  | -  |
|    | M     | Anthony Fayos          | 28 octobre 1986   | Montpellier Hérault BS    | 2010                |      |      | 3  | -  |
|    | M     | Léo Grandon            | 21 février 1995   | Grande-Motte PBS          | 2014                | 6    | 0    | 2  | -  |
|    | M     | Sébastien Huck         | 9 mars 1988       | Montpellier Hérault BS    | 2014                | 10   | 0    | 2  | -  |
| 17 | M     | Frédéric Marques       | 25 août 1978      | BS Aix-en-Provence        | 2012                |      |      | 18 | 12 |
|    | M     | Christophe Tillet      |                   |                           | 2015                | 4    | 1    | 4  | 1  |
|    | M     | Christophe Sorrentino  | 31 mars 1981      |                           | 2015                | 2    | 0    | 2  | -  |
|    | M     | Romain Tebani          | 28 juin 1995      |                           | 2015                | 4    | 0    | 4  | -  |
|    | M     | Bastien Verdalle       | 31 juillet 1987   | Montpellier Hérault BS    | 2015                | 2    | 0    | 2  | -  |
| 7  | M/A   | Jérémy Basquaise       | 21 septembre 1985 | ASC La Caverne            | 2006                |      |      | 14 | 2  |
| 10 | A     | Anthony Barbotti       | 8 mars 1988       | Grande-Motte PBS          | 2011                |      |      | 16 | 9  |
|    | A     | Noam Bettayeb          | 18 avril 1983     | Montpellier Hérault BS    | 2015                | 6    | 1    | 6  | 1  |
|    | A     | Pierre-Antoine Darracq | 12 juillet 1983   |                           | 2015                | 9    | 1    | 9  | 1  |
|    | A     | Yohan Di Tommaso (en)  | 9 juillet 1983    |                           | 2015                | 2    | 0    | 2  | -  |
| 15 | A     | Christopher Lauthe     | 25 novembre 1985  | BS Aix-en-Provence        | 2014                | 34   | 10   | 14 | 5  |
|    | A     | Yann Lisei             | 8 janvier 1985    |                           | 2015                | 2    | 0    | 2  | -  |
|    | A     | Laurent Merlin         | 17 septembre 1984 |                           | 2015                | 4    | 1    | 4  | 1  |

### Effectifs par rassemblement
Vingt-neuf joueurs (sept gardiens) sont utilisés sur l'année 2015 par Stéphane François, dont lui-même. Seul Frédéric Marques participe à tous les rassemblements quand ils sont quatre à ne rater que le premier stage (Barbotti, Cianni, Gasset et Soares). Yannick Fischer et Stéphane François ne sont aussi absent qu'une seule fois.
| P                 | Nom                    | [ 3 ] | [ 12 ] | [ 13 ] | EBSL étape | EBSL superfinale | Jeux méditerranées | TT |
| ----------------- | ---------------------- | ----- | ------ | ------ | ---------- | ---------------- | ------------------ | -- |
| G                 | Salim Ben Boina        | X     | X      |        |            |                  |                    | 2  |
| G                 | Yannick Coudouel       | X     |        |        |            |                  |                    | 1  |
| G                 | Anthony Cianni         |       | X      | X      | X          | X                | X                  | 5  |
| G                 | Nicolas Enriotti       |       | X      |        |            |                  |                    | 1  |
| G                 | Robin Gasset           |       | X      | X      | X          | X                | X                  | 5  |
| G                 | Ronan Le Crom          |       |        |        | X          | X                |                    | 2  |
| G                 | Lorenzo Dupin          |       |        |        |            |                  | X                  | 1  |
| D                 | Yannick Fischer        | X     | X      |        | X          | X                | X                  | 5  |
| D                 | Anthony Constand       | X     |        |        |            |                  |                    | 1  |
| D                 | Stéphane François      | X     |        | X      | X          | X                | X                  | 5  |
| D                 | Grégory Beaugrard      |       | X      | X      | X          |                  | X                  | 4  |
| M                 | Bastien Verdalle       | X     |        |        |            |                  |                    | 1  |
| M                 | Christophe Tillet      |       |        |        |            | X                |                    | 1  |
| M                 | Frédéric Marques       | X     | X      | X      | X          | X                | X                  | 6  |
| M                 | Julien Soares          |       | X      | X      | X          | X                | X                  | 5  |
| M                 | Léo Grandon            | X     |        |        |            |                  |                    | 1  |
| M                 | Nasser Boucenna        |       | X      |        |            |                  |                    | 1  |
| M                 | Christophe Sorrentino  |       | X      |        |            |                  |                    | 1  |
| M                 | Sébastien Huck         |       | X      |        |            |                  |                    | 1  |
| M                 | Romain Tebani          |       | X      | X      |            |                  |                    | 2  |
| M                 | Anthony Fayos          |       |        |        | X          |                  |                    | 1  |
| A                 | Pierre-Antoine Darracq |       |        |        |            | X                | X                  | 2  |
| A                 | Christopher Lauthe     | X     |        |        | X          | X                | X                  | 4  |
| A                 | Jérémy Basquaise       |       |        | X      | X          | X                | X                  | 4  |
| A                 | Noam Bettayeb          | X     | X      | X      |            |                  |                    | 3  |
| A                 | Anthony Barbotti       |       | X      | X      | X          | X                | X                  | 5  |
| A                 | Yann Lisei             |       | X      |        |            |                  |                    | 1  |
| A                 | Laurent Merlin         |       | X      | X      |            |                  |                    | 2  |
| A                 | Yoan Di Tomaso         |       | X      |        |            |                  |                    | 1  |
| Nombre de joueurs | Nombre de joueurs      | 10    | 17     | 11     | 12         | 12               | 12                 |    |

### Buteurs
Frédéric Marques termine meilleur buteur de l'équipe de France en 2015 avec douze réalisations. Devant Anthony Barbotti (neuf buts), Christopher Lauthe (sept) et Grégory Beaugrard (quatre). Trois autres joueurs marquent à deux reprises et cinq à une seule occasion.
Le tableau ci-dessous ne tient pas compte des deux matchs face au Maroc, dont les buteurs sont inconnus.
| P         | Nom                    |     |      |     |     |     |     |     |     |     |     |     |     |     |     |     |     | [ note 4 ] |     | TT |
| --------- | ---------------------- | --- | ---- | --- | --- | --- | --- | --- | --- | --- | --- | --- | --- | --- | --- | --- | --- | ---------- | --- | -- |
| D         | Yannick Fischer        |     |      |     |     |     |     |     |     |     | 1   |     |     |     | 1   |     |     |            |     | 2  |
| D         | Stéphane François      |     |      |     |     | 1   |     |     |     |     |     |     |     |     |     |     |     |            |     | 1  |
| D         | Grégory Beaugrard      |     |      |     |     |     |     |     | 1   |     |     |     |     |     |     |     | 1   |            | 2   | 4  |
| M         | Frédéric Marques       |     |      | 1   | 2   | 1   | 2   | 1   |     | 2   |     |     |     | 1   | 2   |     |     |            |     | 12 |
| M         | Christophe Tillet      |     |      |     |     |     |     |     |     |     |     |     |     | 1   |     |     |     |            |     | 1  |
| M         | Julien Soares          |     |      |     |     |     |     |     |     |     |     |     |     |     |     |     | 1   | 1          |     | 2  |
| A         | Pierre-Antoine Darracq |     |      |     |     |     |     |     |     |     |     |     |     |     |     |     |     | 1          |     | 1  |
| A         | Christopher Lauthe     |     |      |     |     |     |     |     |     | 1   |     |     |     |     | 1   | 1   |     | 2          |     | 5  |
| A         | Jérémy Basquaise       |     |      |     |     |     |     |     |     |     | 1   |     |     |     | 1   |     |     |            |     | 2  |
| A         | Noam Bettayeb          |     |      | 1   |     |     |     |     |     |     |     |     |     |     |     |     |     |            |     | 1  |
| A         | Anthony Barbotti       |     |      | 1   | 2   |     |     |     |     |     |     | 2   |     | 1   | 1   | 1   |     |            | 1   | 9  |
| A         | Laurent Merlin         |     |      | 1   |     |     | 1   |     |     |     |     |     |     |     |     |     |     |            |     | 1  |
| Résultats | Résultats              | 2-6 | 5-11 | 4-2 | 4-3 | 2-5 | 3-2 | 1-2 | 1-4 | 3-1 | 2-5 | 2-6 | 0-3 | 3-2 | 6-2 | 2-2 | 2-3 | 5-2        | 3-2 |    |

## Feuilles de match
| Match amical           | Maroc | 6 – 2   | France                                                                                            |            |            |
| 25 février 16h00 local | ?     |         | ?                                                                                                 | Casablanca | Casablanca |
| 25 février 16h00 local | ?     | Équipes | Ben Boina , Coudouel - Fisher, Marques, Constand, François - Verdalle, Grandon - Lauthe, Bettayeb | Casablanca | Casablanca |

| Match amical           | Maroc              | 11 – 5     | France                                                                                            |            |            |
| 26 février 16h00 local | ? T1 · ? T2 · ? T3 | (7–0, 9-3) | T2 ? · T3 ?                                                                                       | Casablanca | Casablanca |
| 26 février 16h00 local | rapport            |            |                                                                                                   | Casablanca | Casablanca |
| 26 février 16h00 local | ?                  | Équipes    | Ben Boina , Coudouel - Fisher, Marques, Constand, François - Verdalle, Grandon - Lauthe, Bettayeb | Casablanca | Casablanca |

| Match amical         | France | 4 – 2      | Hongrie |                   |                   |
| 1er avril 2015 17h00 | Bettayeb T1 · Merlin T2 · Barbotti T2 · Marques T3 | (1–0, 3-2) | T2 ·    | Balaruc-les-Bains | Balaruc-les-Bains |
| 1er avril 2015 17h00 | rapport |            |         | Balaruc-les-Bains | Balaruc-les-Bains |
| 1er avril 2015 17h00 | Ben Boina , Cianni , Enriotti , Gasset - Fischer, Marques, Beaugrard, Soares - Boucenna, Sorrentino, Huck, Tebani - Barbotti, Lisei, Bettayeb, Merlin, Di Tomaso | Équipes    | ?       | Balaruc-les-Bains | Balaruc-les-Bains |

| Match amical | France | 4 – 3      | Hongrie            |                   |                   |
| 17h00        | Marques T1 T2 · Barbotti T2 T3 | (1–1, 3-2) | T1 ? · T2 ? · T3 ? | Balaruc-les-Bains | Balaruc-les-Bains |
| 17h00        | rapport |            |                    | Balaruc-les-Bains | Balaruc-les-Bains |
| 17h00        | Ben Boina , Cianni , Enriotti , Gasset - Fischer, Marques, Beaugrard, Soares - Boucenna, Sorrentino, Huck, Tebani - Barbotti, Lisei, Bettayeb, Merlin, Di Tomaso | Équipes    |                    | Balaruc-les-Bains | Balaruc-les-Bains |

| Match amical           | Espagne          | 5 – 2      | France                                                                                                  |           |           |
| Vendredi 1er mai 17h00 | T1 · ? T2 · ? T3 | (2-0, 3-0) | François ( T3 · Marques T3                                                                              | Barcelone | Barcelone |
| Vendredi 1er mai 17h00 | rapport          |            | | Barcelone | Barcelone |
| Vendredi 1er mai 17h00 |                  | Équipes    | Cianni , Gasset - François, Marques, Beaugrard, Soares - Basquaise, Bettayeb, Tebani - Barbotti, Merlin | Barcelone | Barcelone |

| Match amical         | Espagne | 2 – 3      | France                                                                                                  |           |           |
| Dimanche 3 mai 11h00 | ? · ?   | (1–1, 2-2) | Marques · Merlin                                                                                        | Barcelone | Barcelone |
| Dimanche 3 mai 11h00 |         | Équipes    | Cianni , Gasset - François, Marques, Beaugrard, Soares - Basquaise, Bettayeb, Tebani - Barbotti, Merlin | Barcelone | Barcelone |

| EBSL (en) étape     | Biélorussie       | 2 – 1      | France |        |        |
| 12 juin 18h00 local | Bryshtel · Bokach | (0–1, 1-1) | Marques | Moscou | Moscou |
| 12 juin 18h00 local | rapport           |            | | Moscou | Moscou |
| 12 juin 18h00 local |                   | Équipes    | Cianni , Gasset , Le Crom - François, Fischer, Beaugrard, Soares - Fayos, Marques - Basquaise, Barbotti, Lauthe | Moscou | Moscou |

| EBSL (en) étape     | Russie                                        | 4 – 1      | France |        |        |
| 13 juin 20h30 local | Ostrovskii · Paporotnyi · Peremitin · Shishin | (1–0, 4-0) | Beaugrard | Moscou | Moscou |
| 13 juin 20h30 local | rapport                                       |            | | Moscou | Moscou |
| 13 juin 20h30 local |                                               | Équipes    | Cianni , Gasset , Le Crom - François, Fischer, Beaugrard, Soares - Fayos, Marques - Basquaise, Barbotti, Lauthe | Moscou | Moscou |

| EBSL (en) étape     | France | 3 – 1      | Pologne       |        |        |
| 14 juin 14h45 local | Marques · Lauthe · Marques                                                                                      | (1–0, 2-1) | Tomasz Lenart | Moscou | Moscou |
| 14 juin 14h45 local | rapport |            |               | Moscou | Moscou |
| 14 juin 14h45 local | Cianni , Gasset , Le Crom - François, Fischer, Beaugrard, Soares - Fayos, Marques - Basquaise, Barbotti, Lauthe | Équipes    |               | Moscou | Moscou |

| EBSL (en) super-finale - phase de poule | France | 2 – 5            | Suisse                              |       |       |
| Jeudi 20 août 16h30                     | Basquaise 3e · Fisher 30e                                                                                      | (1–1, 1-3, –, –) | 6e Denz · 22e 24e 31e 35e Stanković | Pärnu | Pärnu |
| Jeudi 20 août 16h30                     | rapport |                  |                                     | Pärnu | Pärnu |
| Jeudi 20 août 16h30                     | Cianni , Gasset , Le Crom - François, Fischer - Tillet, Marques, Basquaise, Soares - Darracq, Barbotti, Lauthe | Équipes          |                                     | Pärnu | Pärnu |

| EBSL (en) super-finale - phase de poule | France | 2 – 6      | Portugal                                                                             |       |       |
| Vendredi 21 août 17h45                  | Barbotti 3e 7e                                                                                                 | (2-1, 2-3) | 9e 13e Belchior · 23e Leo Martins · 27e Madjer · 30e (pen.) Bê Martins · 30e B. Novo | Pärnu | Pärnu |
| Vendredi 21 août 17h45                  | rapport |            |                                                                                      | Pärnu | Pärnu |
| Vendredi 21 août 17h45                  | Cianni , Gasset , Le Crom - François, Fischer - Tillet, Marques, Basquaise, Soares - Darracq, Barbotti, Lauthe | Équipes    |                                                                                      | Pärnu | Pärnu |

| EBSL (en) super-finale - phase de poule | France | 0 – 3   | Russie                                                |       |       |
| Samedi 22 août 17h45                    | |         | 5e Peremitin · 7e Egor Shaykov · 29e Artur Paporotnyi | Pärnu | Pärnu |
| Samedi 22 août 17h45                    | Cianni , Gasset , Le Crom - François, Fischer - Tillet, Marques, Basquaise, Soares - Darracq, Barbotti, Lauthe | Équipes |                                                       | Pärnu | Pärnu |

| EBSL (en) super-finale - classement | France | 3 – 2   | Biélorussie       |       |       |
| Dimanche 23 août 12h45              | Marques 7e · Barbotti 16e (pen.) · Tillet 30e                                                                  |         | 28e 36e Bryshtsel | Pärnu | Pärnu |
| Dimanche 23 août 12h45              | Cianni , Gasset , Le Crom - François, Fischer - Tillet, Marques, Basquaise, Soares - Darracq, Barbotti, Lauthe | Équipes |                   | Pärnu | Pärnu |

| Jeux méditerranéens - phase de poule | France | 6 – 2      | Albanie        |         |         |
| Mercredi 2 septembre 12h45           | Marques · Basquaise · Fischer · Lauthe · Barbotti                                                               | (3–0, 4-0) | Admir · Blondi | Pescara | Pescara |
| Mercredi 2 septembre 12h45           | rapport |            |                | Pescara | Pescara |
| Mercredi 2 septembre 12h45           | Cianni , Gasset , Dupin - François, Fischer - Beaugrard, Marques, Basquaise, Soares - Darracq, Barbotti, Lauthe | Équipes    |                | Pescara | Pescara |

| Jeux méditerranéens - phase de poule | France | 2 – 2 2 - 0 t. a. b. | Libye         |         |         |
| Jeudi 3 septembre 17h45              | Lauthe · Barbotti                                                                                               | (0–1, 2-1, 2–2)      | Targ · Adel   | Pescara | Pescara |
| Jeudi 3 septembre 17h45              | rapport |                      |               | Pescara | Pescara |
| Jeudi 3 septembre 17h45              | Marques · Barbotti                                                                                              | Tirs au but 2 - 0    | Targ · Adel · | Pescara | Pescara |
| Jeudi 3 septembre 17h45              | Cianni , Gasset , Dupin - François, Fischer - Beaugrard, Marques, Basquaise, Soares - Darracq, Barbotti, Lauthe | Équipes              |               | Pescara | Pescara |

| Jeux méditerranéens - phase de poule | France | 2 – 3             | Grèce                   |         |         |
| Vendredi 4 septembre                 | Soares · Beaugrard                                                                                              | (1–0, 1-1, 2 – 2) | Paris · Triantafyllidis | Pescara | Pescara |
| Vendredi 4 septembre                 | rapport |                   |                         | Pescara | Pescara |
| Vendredi 4 septembre                 | Cianni , Gasset , Dupin - François, Fischer - Beaugrard, Marques, Basquaise, Soares - Darracq, Barbotti, Lauthe | Équipes           |                         | Pescara | Pescara |

| Jeux méditerranéens - classement | France | 5 – 2      | Turquie       |         |         |
| Samedi 5 septembre               | Soares · Lauthe · Volkan (csc) · Darracq                                                                        | (2–0, 4-1) | Erkan · Baris | Pescara | Pescara |
| Samedi 5 septembre               | rapport |            |               | Pescara | Pescara |
| Samedi 5 septembre               | Cianni , Gasset , Dupin - François, Fischer - Beaugrard, Marques, Basquaise, Soares - Darracq, Barbotti, Lauthe | Équipes    |               | Pescara | Pescara |

| Jeux méditerranéens - 5e place | France | 3 – 2      | Liban             |         |         |
| Dimanche 6 septembre           | Beaugrard · Barbotti                                                                                            | (1–1, 2-1) | Fattal · Nassered | Pescara | Pescara |
| Dimanche 6 septembre           | rapport |            |                   | Pescara | Pescara |
| Dimanche 6 septembre           | Cianni , Gasset , Dupin - François, Fischer - Beaugrard, Marques, Basquaise, Soares - Darracq, Barbotti, Lauthe | Équipes    |                   | Pescara | Pescara |